# Глупчув
Глупчув (пол. Głupczów) — село в Польщі, у гміні Рацлавиці Меховського повіту Малопольського воєводства.
Населення — 151 особа (2011).
У 1975—1998 роках село належало до Келецького воєводства.

## Демографія
Демографічна структура станом на 31 березня 2011 року:
|          | Загалом | Допрацездатний вік | Працездатний вік | Постпрацездатний вік |
| -------- | ------- | ------------------ | ---------------- | -------------------- |
| Чоловіки | 75      | 12                 | 49               | 14                   |
| Жінки    | 76      | 12                 | 38               | 26                   |
| Разом    | 151     | 24                 | 87               | 40                   |